# Valle-di-Rostino
Valle-di-Rostino est une commune française située dans la circonscription départementale de la Haute-Corse et le territoire de la collectivité de  Corse. Le village appartient à la piève de Rostino, en Castagniccia.

## Géographie

### Situation
Valle-di-Rostino est une commune du canton de Golo-Morosaglia, de l'ancienne piève de Rostino. Elle est située sur la rive droite du Golo, dans sa moyenne vallée, au nord-est de la Castagniccia.

### Géologie et relief
Valle-di-Rostino est une commune de l'En-Deçà-des-Monts (Cismonte en langue corse) ou « Corse schisteuse » au nord-est de l'île, dans le prolongement de l'arête schisteuse du Cap Corse qui se poursuit avec le massif du San Petrone et se termine au sud de la Castagniccia, encore dite « Corse orientale alpine ».Le sol est essentiellement composé de roches métamorphiques, en secteur oriental de schistes lustrés, et en secteur occidental de roches vertes (ophiolites) de la croûte océanique.
Son territoire s'étend vers le Golo au nord depuis une ligne de crête démarrant à l'ouest, à partir de la confluence du Golo avec l'Asco -lieu-dit Cantinone, orientée au sud-est via Cima di Tozzo (470 m), Cima di Terseto (611 m), Serra Debbione (679 m), Cima Barbutola (646 m), Bocca di Riscamone (591 m), Bocca a Serna (696 m), puis s'élevant jusqu'à Cima di Campo Rotondo (1 156 m) point extrême oriental et plus haut sommet de la commune. À l'est, ses limites territoriales suivent à peu de chose près, une autre ligne de crête partant du viaduc ferroviaire sur le Golo nommé pont de E Muzzelle et orientée sur Cima di Campo Rotondo.

### Hydrographie
Ce périmètre comprend plusieurs vallons, ceux de cours d'eau affluents du Golo, les ruisseaux de Padule (Petra Luna en amont), de Furignone (Salito en amont), de Pietralata son affluent, et de Fornello pour les plus importants.

### Climat et végétation
La commune se situe sur la partie occidentale de l'arête schisteuse de la Castagniccia, plus sèche que la partie opposée ou « petite Castagniccia ». Bien arrosée, elle est verte, avec une couverture forestière peu homogène et morcelée en différentes unités. Les châtaigniers sont majoritaires sur les hauteurs mais moins omniprésents qu'en petite Castagniccia. Les peuplements forestiers sont également composés de chênes verts, de chênes blancs et d'aulnes cordés. Descendant dans la vallée, le tapis végétal est fait d'un maquis bas, qui s'est reformé à la suite d'incendies fréquents. On note la présence d'oliviers dont la culture est ancestrale. Sur la rive droite du Golo, quelques parcelles de terres arables servent de pâturages et au pacage des troupeaux de bovins.

### Voies de communication et transports

#### Accès routiers
Le village de Valle est situé à 44 km de Bastia la métropole départementale.
La commune est traversée par la RN 193 qui longe le Golo, depuis l'entrée de l'agglomération de Ponte-Leccia jusqu'au pont de E Muzzelle.
La route 615 qui conduit à Valle-di-Rostino, prend naissance à la RN 193 à la sortie sud de l'agglomération de Ponte-Novu.
Plus au sud de la gare de Ponte-Novu, se situe la jonction de la D 615 avec la RN 193, qui relie celle-ci à la D 15b donnant accès à Bisinchi au nord et à Morosaglia au sud.
Deux distributeurs de carburants sont installés dans l'agglomération de Ponte-Novu située sur la commune voisine et qui dispose de services et commerces.

#### Transports
Valle-di-Rostino n'est pas desservie par la ligne Bastia - Ajaccio des Chemins de fer de Corse qui longe le Golo sur la rive opposée. L'arrêt le plus proche est la gare de Ponte-Novu.
Le village est distant par route, de 30 km de l'aéroport de Bastia Poretta, et de 44 km du port de commerce de Bastia.

## Urbanisme

### Typologie
Au 1er janvier 2024, Valle-di-Rostino est catégorisée commune rurale à habitat très dispersé, selon la nouvelle grille communale de densité à sept niveaux définie par l'Insee en 2022.
Elle est située hors unité urbaine. Par ailleurs la commune fait partie de l'aire d'attraction de Bastia, dont elle est une commune de la couronne,. Cette aire, qui regroupe 93 communes, est catégorisée dans les aires de 50 000 à moins de 200 000 habitants,.

### Occupation des sols
L'occupation des sols de la commune, telle qu'elle ressort de la base de données européenne d’occupation biophysique des sols Corine Land Cover (CLC), est marquée par l'importance des forêts et milieux semi-naturels (97,2 % en 2018), une proportion identique à celle de 1990 (97,2 %). La répartition détaillée en 2018 est la suivante :
milieux à végétation arbustive et/ou herbacée (60,5 %), forêts (36,7 %), zones agricoles hétérogènes (2,8 %). L'évolution de l’occupation des sols de la commune et de ses infrastructures peut être observée sur les différentes représentations cartographiques du territoire : la carte de Cassini (XVIIIe siècle), la carte d'état-major (1820-1866) et les cartes ou photos aériennes de l'IGN pour la période actuelle (1950 à aujourd'hui).

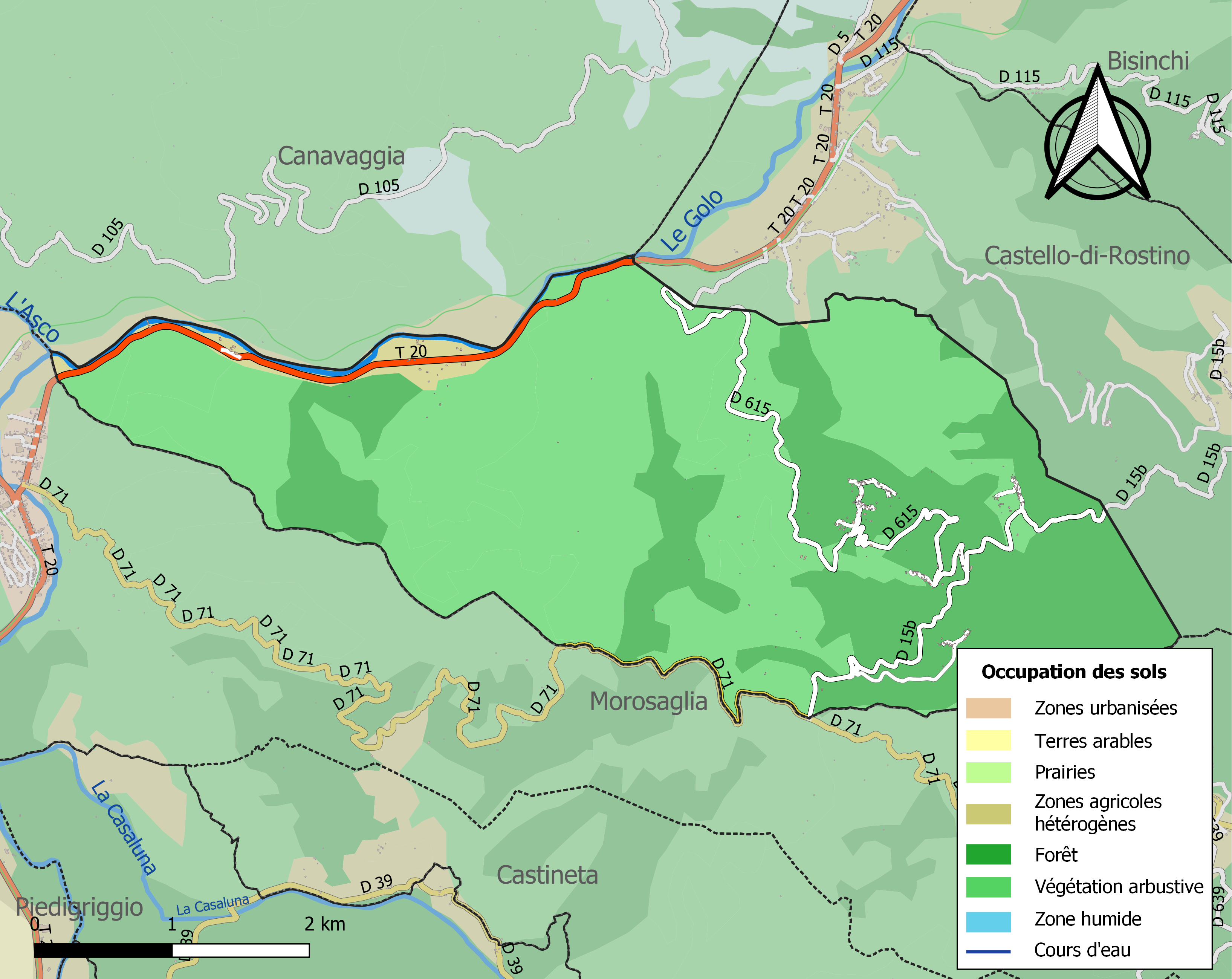
Carte des infrastructures et de l'occupation des sols de la commune en 2018 (CLC).

### Valle

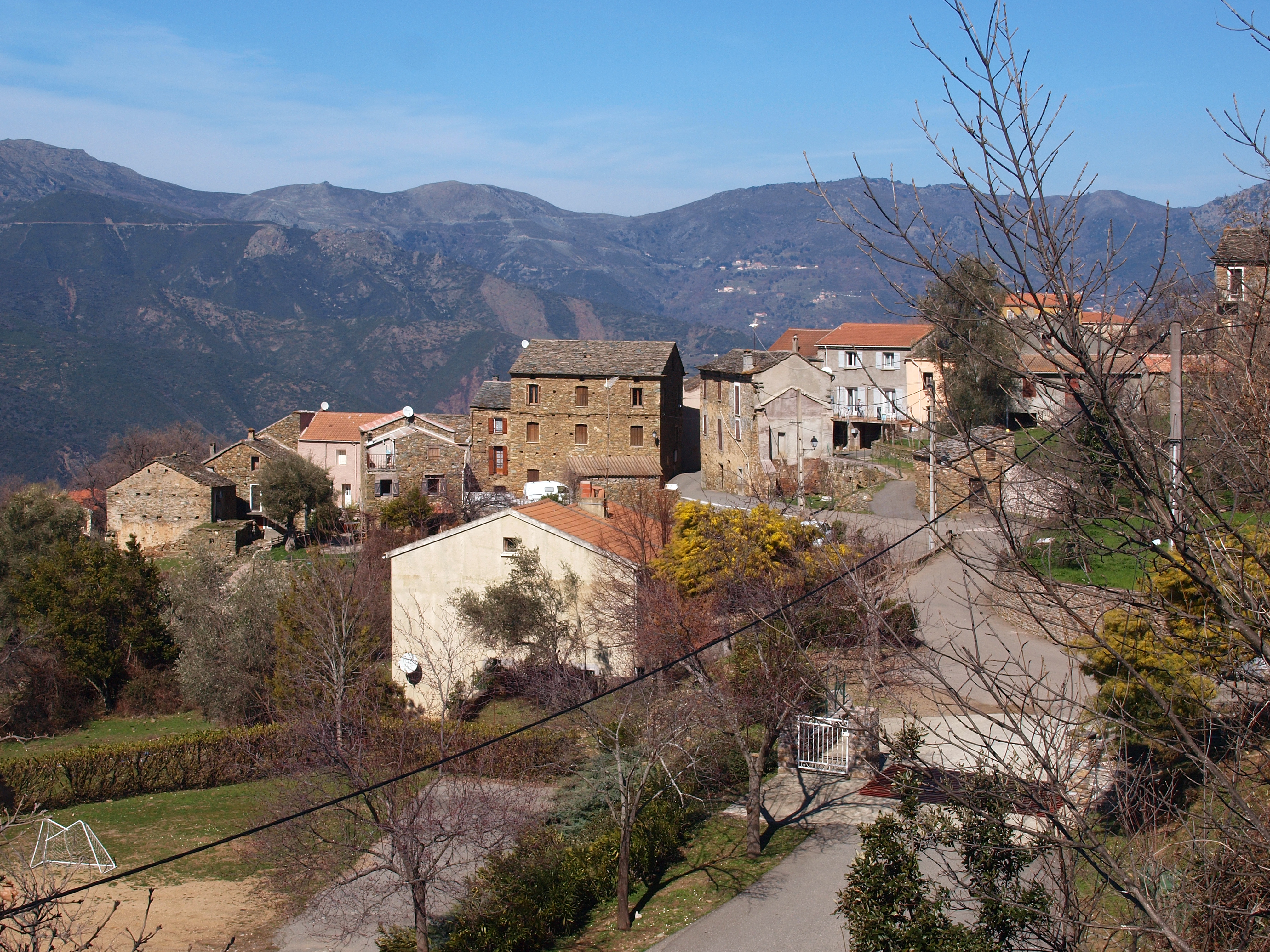
Vue de Valle.

Le village de Valle se situe à l'ouest du hameau de Grate, à environ 500 m d'altitude. Il est accessible par une route communale en cul-de-sac partant de la route D 615.
S'y trouvent la mairie dont les locaux sont abrités dans une construction récente à l'entrée du village, et une petite chapelle restaurée, au cœur-même du village (la Conception).

### Terlaia
Terlaia (Terlaja) se situe entre les trois autres lieux habités, au sud de Valle, au nord de Casa Pitti et au sud-ouest de Grate. Il s'est développé le long d'une arête rocheuse et est desservi par la sinueuse route D 615 qui relie la RN 193 à la route D 15b. On peut y voir une petite chapelle consacrée à saint Joseph.

### Casa Pitti
Hameau méridional de la commune, U paisolu di Casa Pitti est situé à une altitude moyenne de 660 m sur le flanc d'un petit cirque montagneux culminant à 893 m. S'y trouve une chapelle, (l'Annonciation) construite en 1617 par les Ferrandi, fondateurs du hameau.
Le hameau est accessible par une voie communale démarrant à environ de 800 m de Bocca a Serna.

### Grate
Grate est un hameau aux habitations alignées sur une crête de 600 m, qui domine le village de Valle. On peut le voir dans l'image-box. Il se situe en bordure de la route D 15b.
Un peu plus bas au nord de Grate sont les ruines de San Silvestru, un ancien village, dont l'actuelle chapelle du hameau porte encore le nom.
Si chaque hameau possède sa chapelle, à peu près au centre de ceux-ci et située en bordure de route, existe l'église paroissiale Saint-Michel, bel édifice restauré, bâti à partir du XVIIe siècle sur l'emplacement d'un ancien oratoire, et donc placé au cœur de la commune.

## Histoire

### Préhistoire
Le site était déjà occupé à l'époque comme l'atteste le site préhistorique E Muzzelle.

### Antiquité
Avec le site de Santa Maria di Riscamone, Valle-di-Rostino présente les traces indéniables de son occupation dans l'Antiquité.
Le col de Riscamone (Bocca di Riscamone) était traversé par une voie romaine reliant le centre de la Corse à l’Est, via I Capiagi, Funtana a Pedani, Nova a i Piani, A Margherita, Cerna, Suale, San Cisario, A Brocca, Santa Liberata et Morosaglia (dont le tracé a été quasiment emprunté par la Strada Paolina qui est devenue l’actuelle route de Ponte-Leccia à Serna). Des fouilles ont permis de mettre au jour les vestiges d'habitations antiques à Santa Maria et des chapelles pré-romanes furent établies à San Cisariu (au-dessus de Casa-Pitti) et San Silvestru (au-dessous de Grate).
Le village de Riscamone était implanté sur un ancien bourg romain.

### Moyen Âge
La piève de Rostino était la demeure des marquis de Massa qui avaient leur château à U Pinzu (sur l'actuelle commune de Castello-di-Rostino). Le fief des marquis de Massa di Corsica s'étendait sur tout l'En-Deçà-des-Monts.
Le Turione, commandant le col, atteste l’existence de fortifications. Au XIIe siècle, la presa de Riscamone était située près de la cathédrale Santa Maria. Cette église piévane de Rostino comprend une abside du IXe ou du Xe siècle, un baptistère du XIIe et une façade du XVe bâtis sur des ruines romaines.
La création de Valle-di-Rostino se situerait dans le troisième quart du XVIe siècle. Les différents hameaux se seraient développés à cette époque, à la suite de l’émigration des habitants du village aujourd'hui disparu de Riscamone.
Santa Maria fut lentement abandonnée à partir du déplacement de l’habitat à Valle. Seules la Nativité, la Purification et l’Assomption y étaient encore célébrées au XVIIIe siècle. L'édifice étant désaffecté, ses pierres et ses charpentes furent progressivement enlevées et réutilisées pour de nouvelles constructions. Les cloches, qui pendaient entre deux chênes-lièges sur la crête dite « Cima a e campane », furent placées dans le clocher de Bisinchi.
Les raisons de l’abandon du site de Riscamone sont diverses : on l'attribue aux attaques répétées des troupes armées présentes dans la région entre 1550 et 1560 car on sait que, vers 1554, le village fut incendié par les troupes de Charles Quint appelées en Corse par les Génois pour faire face à Sampiero Corso et à ses alliés franco-ottomans ; on invoque aussi une invasion de fourmis rouges, le tarissement des sources par les Génois et les exactions des bandits. Toujours est-il que l’exode des habitants vers l’autre côté de Santa Maria donna naissance à un nouveau village nommé Valle (1582), Rescamone-di-Rostino (1621), Valle-di-Rescamone (1625-1686), Pieve-di-Rescamone (1684), Valle à nouveau (1690), Risciamone (1713-1735) et enfin Valle-di-Rostino en 1790.
Certes, le nouveau village n’a été construit que progressivement, la plupart des habitants se contentant au début de paillers de bergers (pagliaghju) tout en conservant leurs biens à Rescamone. Peu à peu, furent bâtis des habitations, l’oratoire Santa Croce (1590) près du futur cimetière, des chapelles et l’église San Michele édifiée entre 1646 et 1740 (le dessus de porte daté de 1590 provient de Santa Croce). À côté de l’église, se trouvait l’arca, fosse commune où étaient ensevelis les habitants avant la création du cimetière.
À Casa-Pitti, vers la chapelle San Cisario (Saint Césaire), furent érigées plusieurs habitations par la famille Ferrandi. Autour de la première maison qui revint à la fin du XVIe siècle à une nommée Rigitta Ferrandi, s’ajoutèrent celle de Pietro Francesco Pitti-Ferrandi Rostino, de l'île de Corse, bâtie entre 1570 et 1580, puis, à la Casa-Nova, l’actuelle maison Leschi-Mattei construite de 1600 à 1603, la maison échue aux Filiberti (1606) puis au Ferrandi au XXe siècle, la maison de Pietru Santu Ferrandi (1610) et la chapelle initialement privative de Santa Anunziazione (1617). Ces premières maisons, aux murs épais, avec caves, greniers, séchoirs distincts et salles voûtées étaient également fortifiées, munies de caches, de meurtrières, de fours et de fontaines intérieures. Puis, au cours des siècles, d’autres foyers se sont établis, construisant ou ajoutant autour du noyau primitif.
L’habitat s’était aussi développé plus en contrebas, à Gratte, à Terlaja et à Valle. D’autres tentatives de peuplement ont échoué en revanche. Par exemple, les fourmis rouges ont eu raison des quelques maisons construites sous Gratte en direction de Ponte-Novu (E Casaccie), dont les habitants se réfugièrent à Speloncato il y a deux siècles.

### Temps modernes
Ces implantations furent peut-être facilitées par l’existence d’habitations antérieures. Ainsi, le hameau de Valle a peut-être été habité dès le XVe siècle après avoir été le siège d’un habitat plus ancien. Un sarcophage en briques aurait été mis au jour à San-Martino il y a plusieurs décennies.
Vers le milieu du XVe siècle, pour mâter la révolte des seigneurs, la Banque de Saint-Georges envoya dans l'île Antonio Spinola, l'un des meilleurs officiers de la République. Avec l'aide de Vincentello d'Istria, allié de l'Office, « Spinola contraignit les seigneurs à se retirer dans les montagnes, et fit usage, contre ceux qui leur étaient attachés, de terribles représailles ; il ravagea la campagne, depuis les rives du Golo jusqu'à Calvi, et livra aux flammes plusieurs villages » dont ceux du Rostino.
Au XVIe siècle, vers 1520, la Valle, Casabiti, Tarlagia et Grate aujourd'hui sur la commune de Valle-di-Rostino, étaient des communautés de la piève de Rostino dans l'ancien diocèse d'Accia. Les autres lieux habités étaient : Saliceto, Vicinato, lo Borgo, Chiamachie, Gavignani, la Petragrossa, Castineta, Sevasi, la Terchina, la Fogatella, la Brocca, lo Collo, Frasso, Pastorechia, le Balleciasce, Piano, Caniolo, Petralata, lo Vignale, Mileto, Bisinchi, Lesca.
La piève de Rostino faisait partie du diocèse d'Accia. En 1563, Pie IV unit ce dernier à celui de Mariana qui prend le nom d'Accia et Mariana.
Au XVIIIe siècle, la pieve joua un grand rôle dans la révolte des Corses contre l'occupant génois (1729-1769).
« La pieve di Rostino con 2 160 abitanti in 650 fuochi, divisa in 26 ville, principali delle quali sono Pastorecchia, Savinaccie, Castineta, Valle, Grati, Casapiti, Ferlagia, Rischiamone, Saliceto, Vicinato, Bisinchi, Sevasi, Casanova, Erocca, e Morsaglia, con una gran pianura » écrivit Francesco Maria Accinelli dans un rapport que lui avait demandé Gênes.
La piève de Rostino se trouvait dans le ressort de la juridiction de Bastia. Ses habitants étaient ainsi répartis selon Accinelli : « Pieue di Rostino : Pastorecchia con 6 ville 326. Savinaccie con 5, 360. Castineta con 2, 250. Valle, Grati, Casapiti, Ferlaggia, e Rischiamone 315. Saliceto, e Vicinato 172. Bisinchi con 4 ville 334. Sevasi, Brocca, e Casanova 1757. Morosaglia 399 ».
En 1789, la Corse fait partie du royaume de France. Avec la Révolution française, est créé en 1790 le département de Corse, puis en 1793, celui de El Golo (l'actuelle Haute-Corse). La commune portait le nom de Valle-di-Rostino (An II). En 1801 on retrouve le même nom au Bulletin des lois.
La piève de Rostino devient en 1790. En 1828, ce dernier devient canton de Morosaglia avant de devenir en 1973, le canton de Castifao-Morosaglia.
À la fin du XVIIIe siècle, un recensement des familles indiquait la répartition suivante :
- Valle : Rongiconi, Muscatelli, Luigi, Favalelli, Muglioni, Ciavaldini.
- Terlaja : Cristiani, Mattei, Ambrosi, Bruschini.
- Grate : Giovannoni, Bernardi, Casoni.
- Casa-Pitti : Ferrandi, Giovannetti, Filiberti, Mattei, Pietri, Mascaroni, Bruschini.

### Époque contemporaine

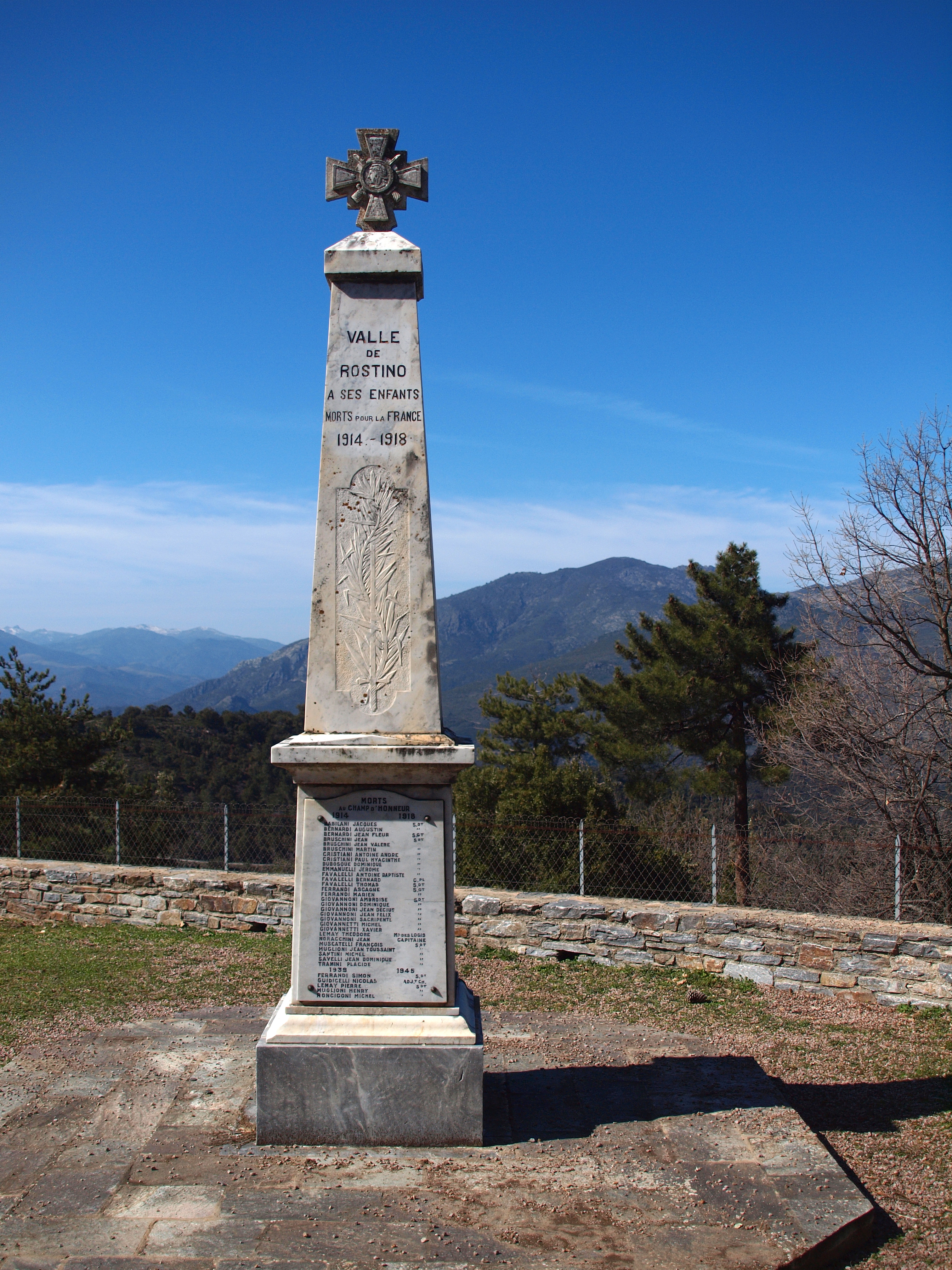
Monument aux morts place Saint-Michel.

- 1954 : le canton de Morosaglia est composé avec les communes de Bisinchi, Castello-di-Rostino, Castineta, Gavignano, Morosaglia, Saliceto et Valle-di-Rostino. Cette année, la commune comptait 508 habitants.
- 1971 - 1973 : le canton de Castifao-Morosaglia est créé avec la fusion imposée des anciens cantons de Castifao et Morosaglia.

## Politique et administration

### Liste des maires

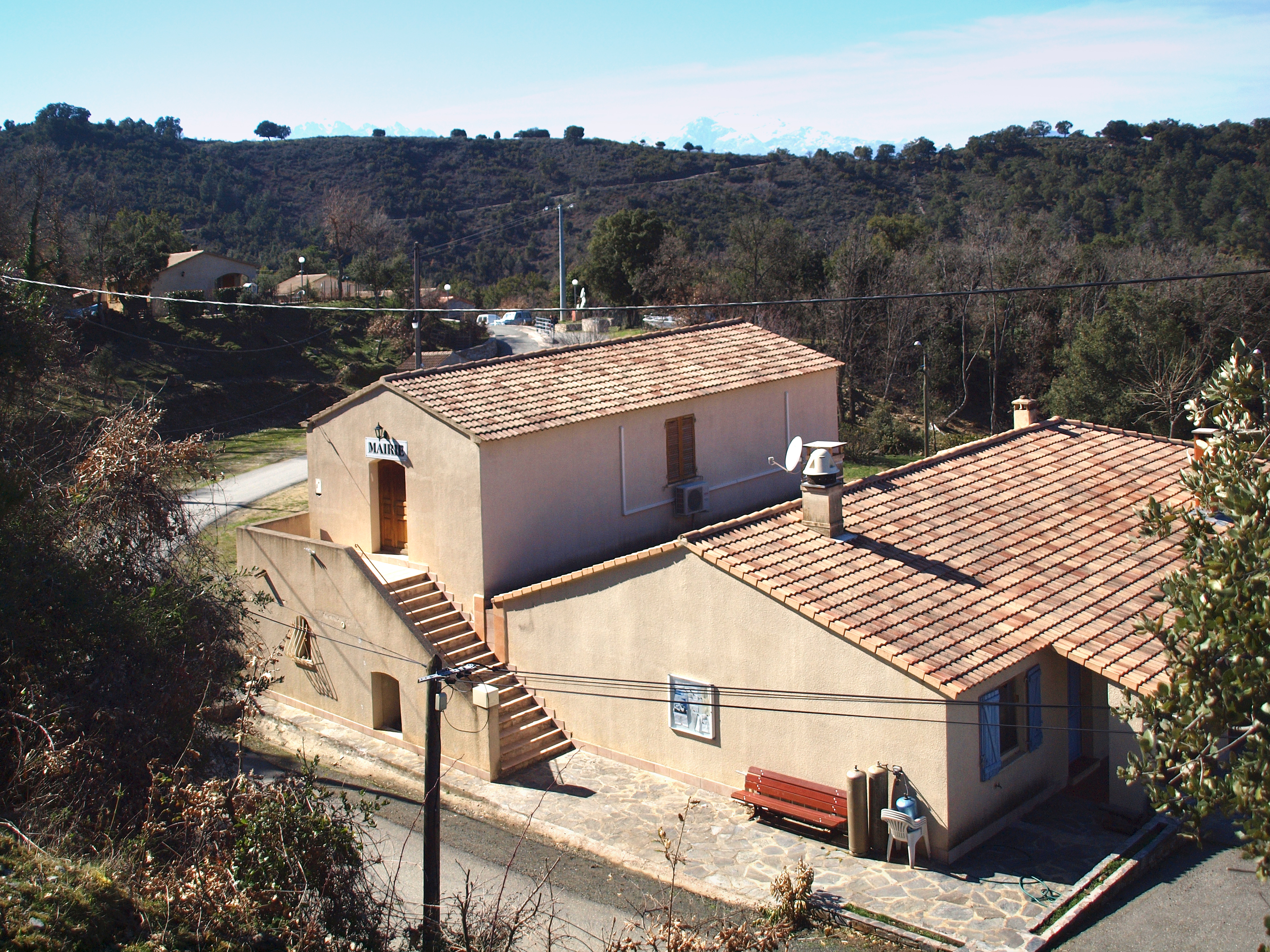
Mairie à Valle.

| Période                                  | Période  | Identité                   | Étiquette | Qualité |
| ---------------------------------------- | -------- | -------------------------- | --------- | ------- |
| Les données manquantes sont à compléter. |          |                            |           |         |
| 1813                                     |          | Matteo Leschi              |           | Médecin |
| 1816                                     | 1817     | Matteo Ferrandi            | Paoliste  |         |
| Les données manquantes sont à compléter. |          |                            |           |         |
| 1860                                     | 1863     | Angelo Santo Mattei        |           |         |
| 1864                                     |          | Paolo Muglioni             |           |         |
| Les données manquantes sont à compléter. |          |                            |           |         |
| (maire en 1981)                          |          | Joseph Bruschini           |           |         |
| (maire en 1988)                          |          | Philippe Filiberti         | DVG       |         |
| mars 2001                                | 2008     | Jean-Noël Leschi           | DVD       |         |
| mars 2008                                | 2014     | Charles François Rongiconi |           |         |
| mars 2014                                | En cours | Pierre-François Pietri     | DVG       | Cadre   |

## Population et société

### Démographie
L'évolution du nombre d'habitants est connue à travers les recensements de la population effectués dans la commune depuis 1800. Pour les communes de moins de 10 000 habitants, une enquête de recensement portant sur toute la population est réalisée tous les cinq ans, les populations de référence des années intermédiaires étant quant à elles estimées par interpolation ou extrapolation. Pour la commune, le premier recensement exhaustif entrant dans le cadre du nouveau dispositif a été réalisé en 2006.

En 2022, la commune comptait 168 habitants, en évolution de +28,24 % par rapport à 2016 (Haute-Corse : +5,15 %, France hors Mayotte : +2,11 %).
| 1800 | 1806 | 1821 | 1831 | 1836 | 1841 | 1846 | 1851 | 1856 |
| ---- | ---- | ---- | ---- | ---- | ---- | ---- | ---- | ---- |
| 533  | 536  | 532  | 542  | 563  | 578  | 599  | 636  | 678  |

| 1861 | 1866 | 1872 | 1876 | 1881 | 1886 | 1891 | 1896 | 1901 |
| ---- | ---- | ---- | ---- | ---- | ---- | ---- | ---- | ---- |
| 652  | 610  | 636  | 630  | 595  | 635  | 580  | 523  | 524  |

| 1906 | 1911 | 1921 | 1926 | 2006 | 2011 | 2016 | 2021 | 2022 |
| ---- | ---- | ---- | ---- | ---- | ---- | ---- | ---- | ---- |
| 556  | 518  | 534  | 554  | 122  | 116  | 131  | 155  | 168  |

### Cultes
La paroisse (Église San Michele) relève du diocèse d'Ajaccio.

## Culture locale et patrimoine

### Lieux et monuments
- Site préhistorique E Muzzelle.

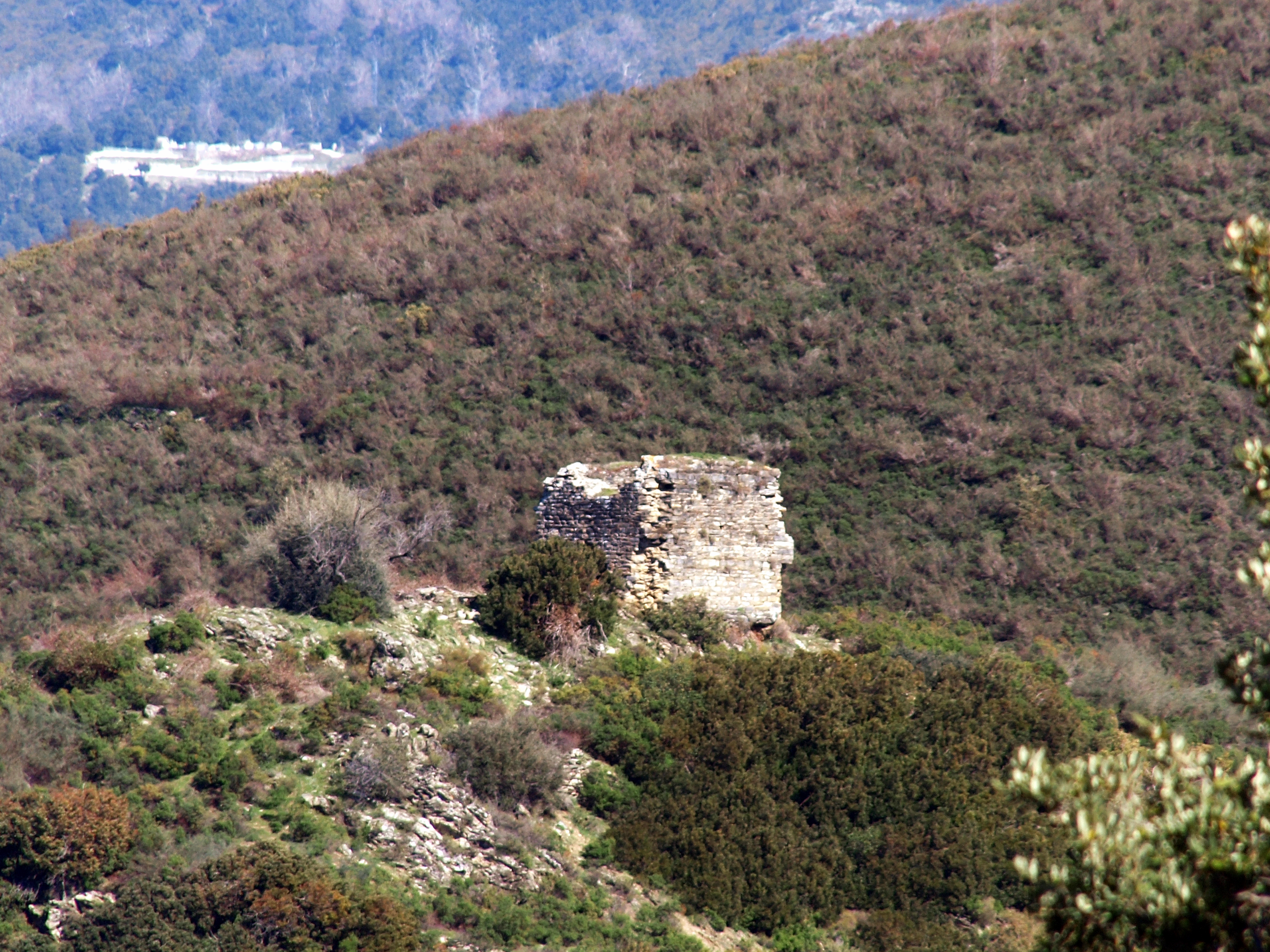
Le Turione.

- Éperon barré du Pinzalone (280 m), remarquable rocher qui domine à la fois la RN 193 et le viaduc ferroviaire ou Pont de E Muzzelle sur le Golo.
- Castellu a a Scolca, ruiné, situé à 500 m d'altitude, à environ 500 m au nord-est de Valle.
- Le Turione est ce qu'il reste d'une ancienne fortification détruite et qui défendait le passage du vallon du Furignone conduisant au Castel a Scolca. Il se trouve[Note 7] au nord de Valle, au nord-ouest des ruines du Castello a Scolca.
- Monument aux morts, érigé sur la place Saint-Michel, devant l'église éponyme.

#### Site archéologique et substructions d'un sanctuaire primitif
Le site d'une ville romaine contient les édifices ruinés de la chapelle, du baptistère, ainsi que les substructions d'un sanctuaire primitif. L'église de Sainte-Marie de Riscamone, édifiée au Ve siècle, aurait été reconstruite et agrandie entre le VIe siècle et le IXe siècle. Son aspect définitif doit dater du XIIe siècle. Près de l'église, le baptistère octogonal de Saint-Jean-Baptiste fut construit à cette même époque.

#### Église paroissiale Saint-Michel

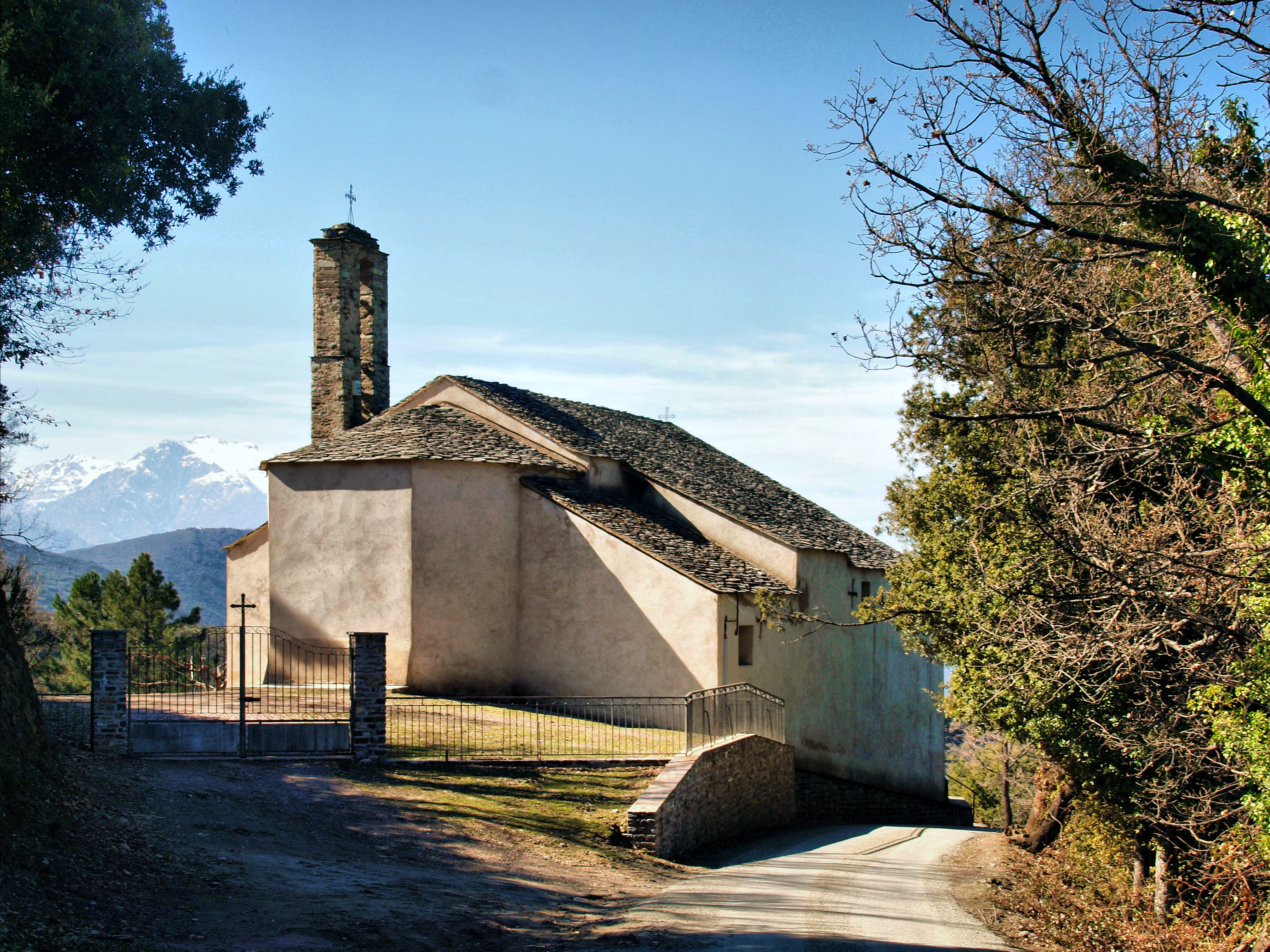
L'église Saint-Michel.

L'église paroissiale Saint-Michel est située en bordure de la route D615, au sud-est du village de Valle, orientée SE - NO abside au sud-est. C'est un édifice aux toits de lauze (teghje), aux murs enduits blanchis. Devant la façade principale, se dresse le monument aux morts communal.
Une cinquantaine de mètres plus au sud se trouve l'entrée du cimetière.

#### Autres patrimoines religieux
- Chapelle à Casa Pitti
- Église Santa Maria di Riscamone. L'édifice a été classé au titre des monuments historique en 1991[22].
- Chapelle au cœur du village de Valle
- Oratoire à Bocca a Serna, en bordure de la route D 15b, à 700 m d'altitude tout proche du col, à l'extrême sud de la commune.

### Patrimoine naturel

#### ZNIEFF
Valle-di-Rostino est concernée par une ZNIEFF :
Châtaigneraies et bois des versants sud et ouest du massif du San Petrone
C'est la ZNIEFF 940004202 (2e génération) qui concerne les formations boisées de 23 communes de la Castagniccia occidentale et du Bozio. La couverture forestière de ce secteur est moins homogène et morcelée en différentes unités. Les châtaigneraies constituent un élément marquant dans le paysage.

## Héraldique
| Blason à dessiner | Blason  | D'azur à la tour d'or, maçonnée de sable sur un mont de sinople; au chef cousu de gueules chargé d'un Ouroboros d'or tortillé en fasce surmontant et entourant un épi de blé du même. |
| Blason à dessiner | Détails | * Il y a là non-respect de la règle de contrariété des couleurs : ces armes sont fautives (sinople et gueules sur azur). Le statut officiel du blason reste à déterminer.             |